# Гренада на Светском првенству у атлетици на отвореном 2017.
Гренада је учествовала на Светском првенству у атлетици на отвореном 2017. одржаном у Лондону од 4. до 13. августа шеснаести пут, односно на свим првенствима до данас. Репрезентацију Гренаде представљала су 3 атлетичара који су се такмичило у 2 дисциплине.,
На овом првенству такмичари Гренаде нису освојили ниједну медаљу нити су остварили неки резултат. У табели успешности према броју и пласману такмичара који су учествовали у финалним такмичењима (првих 8 такмичара) Гренада је са 1 учесником у финалу делила 58. место са освојених 2 бода.
| Пл.  | Земља   | 1. место | 2. место | 3. место | 4. место | 5. место | 6. место | 7. место | 8. место | Бр. фин. | Бод. |
| ---- | ------- | -------- | -------- | -------- | -------- | -------- | -------- | -------- | -------- | -------- | ---- |
| =58. | Гренада | 0        | 0        | 0        | 0        | 0        | 0        | 0        | 1        | 1        | 2    |

## Учесници
Мушкарци:
- Бралон Таплин — 400 м
- Андресон Питерс — Бацање копља
- Курт Феликс — Десетобој
- Линдон Виктор — Десетобој

## Резултати

### Мушкарци
| Атлетичар       | Дисциплина   | Лични рекорд | Квалификације | Квалификације | Полуфинале | Полуфинале | Финале               | Финале      | Детаљи |
| Атлетичар       | Дисциплина   | Лични рекорд | Резултат      | Место         | Резултат   | Место      | Резултат             | Место       | Детаљи |
| --------------- | ------------ | ------------ | ------------- | ------------- | ---------- | ---------- | -------------------- | ----------- | ------ |
| Андресон Питерс | Бацање копља | 84,81 НР     | 78,99         | 10. у гр Б    |            |            | Није се квалификовао | 20/ 31 (32) |        |

#### Десетобој
| Дисциплина    | Курт Феликс Архивирано на веб-сајту (19. април 2018) | Курт Феликс Архивирано на веб-сајту (19. април 2018) | Курт Феликс Архивирано на веб-сајту (19. април 2018) | Курт Феликс Архивирано на веб-сајту (19. април 2018) | Курт Феликс Архивирано на веб-сајту (19. април 2018) | Курт Феликс Архивирано на веб-сајту (19. април 2018) |
| Дисциплина    | Лич. рек.                                            | Резултат                                             | Бод.                                                 | Плас.                                                | Укупно                                               | Плас.                                                |
| ------------- | ---------------------------------------------------- | ---------------------------------------------------- | ---------------------------------------------------- | ---------------------------------------------------- | ---------------------------------------------------- | ---------------------------------------------------- |
| 100 м         | 10,90                                                | 11,08 (.071)                                         | 843                                                  | 20.                                                  | 843                                                  | 20.                                                  |
| Скок удаљ     | 7,74                                                 | 7,46                                                 | 925                                                  | 10.                                                  | 1.768                                                | 14.                                                  |
| Бацање кугле  | 15,31                                                | 15,01                                                | 790                                                  | 7.                                                   | 2.558                                                | 9.                                                   |
| Скок увис     | 2,15                                                 | 2,08 ЛРС                                             | 878                                                  | 7.                                                   | 3.436                                                | 5.                                                   |
| 400 м         | 48,63                                                | 49,09 (.088)                                         | 857                                                  | 18.                                                  | 4.293                                                | 6.                                                   |
| 110 м препоне | 14,58                                                | 14,68 ЛРС                                            | 889                                                  | 16.                                                  | 5.182                                                | 6.                                                   |
| Бацање диска  | 50,82                                                | 45,39                                                | 775                                                  | 9.                                                   | 5,957                                                | 6.                                                   |
| Скок мотком   | 4,60                                                 | 4,50 ЛРС                                             | 760                                                  | 20.                                                  | 6.717                                                | 7.                                                   |
| Бацање копља  | 72,80                                                | 64,64                                                | 808                                                  | 5.                                                   | 7.525                                                | 6.                                                   |
| 1.500 м       | 4:30,53                                              | 4:36,62 ЛРС                                          | 702                                                  | 7.                                                   | 8.227                                                | 7.                                                   |
| Десетобој     | 8.509                                                |                                                      |                                                      |                                                      | 8.227                                                | 7 / 22 (29)                                          |

| Дисциплина    | Линдон Виктор Архивирано на веб-сајту (19. април 2018) | Линдон Виктор Архивирано на веб-сајту (19. април 2018) | Линдон Виктор Архивирано на веб-сајту (19. април 2018) | Линдон Виктор Архивирано на веб-сајту (19. април 2018) | Линдон Виктор Архивирано на веб-сајту (19. април 2018) | Линдон Виктор Архивирано на веб-сајту (19. април 2018) |
| Дисциплина    | Лич. рек.                                              | Резултат                                               | Бод.                                                   | Плас.                                                  | Укупно                                                 | Плас.                                                  |
| ------------- | ------------------------------------------------------ | ------------------------------------------------------ | ------------------------------------------------------ | ------------------------------------------------------ | ------------------------------------------------------ | ------------------------------------------------------ |
| 100 м         | 10,60                                                  | 10,83                                                  | 899                                                    | 9.                                                     | 899                                                    | 9.                                                     |
| Скок удаљ     | 7,37                                                   | 6,98                                                   | 809                                                    | 29.                                                    | 1.708                                                  | 21.                                                    |
| Бацање кугле  | 16,52                                                  | 15,86                                                  | 843                                                    | 1.                                                     | 2.551                                                  | 10.                                                    |
| Скок увис     | 2,09                                                   | 1,99                                                   | 794                                                    | 13.                                                    | 3.345                                                  | 12.                                                    |
| 400 м         | 48,24                                                  | 49,30                                                  | 847                                                    | 20.                                                    | 4.192                                                  | 15.                                                    |
| 110 м препоне | 14,45                                                  | 15,36 (.351)                                           | 807                                                    | 22.                                                    | 4.999                                                  | 13.                                                    |
| Бацање диска  | 55,22                                                  | БП                                                     | 0                                                      |                                                        | 4.999                                                  | 24.                                                    |
| Скок мотком   | 4,70                                                   | БП                                                     |                                                        |                                                        |                                                        |                                                        |
| Бацање копља  | 71,23                                                  | НС                                                     |                                                        |                                                        |                                                        |                                                        |
| 1.500 м       | 4:43,81                                                |                                                        |                                                        |                                                        |                                                        |                                                        |
| Десетобој     | 8.539 НР                                               |                                                        |                                                        |                                                        | НЗ                                                     |                                                        |